# Yokosuka R2Y
El Yokosuka R2Y Keiun (景雲?)  fue un prototipo de avión de reconocimiento japonés construido en las postrimerías de la Segunda Guerra Mundial.

## Diseño y desarrollo
Fue encargado por la Armada Imperial Japonesa tras comprobar las decepcionantes prestaciones estimadas del modelo R1Y. La planta motriz del R2Y1, el Aichi Ha-70 se caracterizaba por ser la unión de dos motores, concretamente Aichi Atsuta, versión fabricada bajo licencia del Daimler-Benz DB 601. La disposición central del motor permitió el empleo de un tren de aterrizaje triciclo.
Completado en abril de 1945, el prototipo realizó su primer vuelo el 8 de mayo, mostrando problemas de recalentamiento. Es remarcable que el diseño realizado por los alemanes en que se basaron los japoneses, el Daimler-Benz DB 606, acoplando dos DB 601 y empleado en los Heinkel He 177, también sufrió crónicamente problemas de recalentamiento e incluso incendios.
El vuelo de mayo fue el primero y último del R2Y1, dado que unos días más tarde, durante una pruebas estáticas el motor se incendió, y antes de que se pudiese sustituir, el aparato resultó destruido en un bombardeo estadounidense.
A finales de 1944 se autorizó la versión de ataque R2Y2, propulsada por dos motores a reacción Ishikawajima Ne-330, dejando al previo R2Y1 el papel de prototipo para comprobar el comportamiento aerodinámico. Al final de la guerra un segundo R2Y1 estaba en construcción y el diseño del R2Y2 casi completado.

## Especificaciones (R2Y1)

### Características generales
- Tripulación: 2
- Longitud: 13,05 m
- Envergadura: 14 m
- Altura: 4,24 m
- Superficie alar: 34 m²
- Peso vacío: 6.015 kg
- Peso cargado: 8.100 kg
- Peso máximo al despegue: 9.400 kg
- Planta motriz: 1× motor en línea Aichi Ha-70.
  - Potencia: 2.536 kW 3.400 hp

### Rendimiento
- Velocidad máxima operativa (Vno): 770 km/h
- Alcance: 3.610 km
- Techo de vuelo: 11.700 m
- Régimen de ascenso: 476 m/min (combustible de alto octanaje)
- Carga alar: 238 kg/m²
- Potencia/peso: 31 W/kg